# Vic Proctor
Victor P. Proctor (ur. 1911) – południowoafrykański kierowca wyścigowy i motocyklowy, konstruktor samochodów.

## Życiorys
Karierę rozpoczął w 1928 roku, ścigając się Matchlessem. Jego pierwszym wyścigiem były zawody Argus Derby. Przez większość kariery motocyklowej ścigał się jednak Nortonami. W lipcu 1944 roku, po zwolnieniu z wojska uruchomił warsztat w Kapsztadzie. Następnie przeprowadził się do tego miasta. Założył także sieć stacji benzynowych. Przy próbie bicia motocyklowego Vincentem Black Lightning rekordu prędkości w Kaalpan w 1948 roku przewrócił się przy prędkości 270 km/h, ale nie odniósł poważnych obrażeń. W latach 50. i 60. ścigał się samochodami wyścigowymi i sportowymi. Ścigał się Keithem i Triumphem Heraldem w wyścigu 2h Kapsztadu odpowiednio w 1959 i 1962 roku. W 1962 roku uczestniczył również Triumphem w wyścigu 2h Killarney. Skonstruował napędzany doładowanym silnikiem Alfa Romeo R4 samochód Vic 1, którym bez powodzenia uczestniczył w Grand Prix Kapsztadu (1960 i 1962) oraz Grand Prix RPA (1960)
Żonaty z Olive, z którą ma dwóch synów i córkę.